# Washington Serafini
Washington Serafini (Pesaro, 1913 – Monte Rey, 4 aprile 1938) è stato un militare italiano, decorato con la medaglia d'oro al valor militare alla memoria nel corso della guerra di Spagna.

## Biografia
Nacque a Pesaro, nel 1913, figlio di Guido Baldo e Cornelia Carlotti. 
Lavorava come insegnante presso una scuola elementare, quando nel 1931 fu ammesso a frequentare in qualità di allievo ufficiale di complemento della specialità bersaglieri nella Scuola di Milano e nel giugno 1932 ottenne la nomina a sottotenente dell'arma di fanteria nel 10º Reggimento bersaglieri. Posto in congedo nel 1933, divenne allievo presso l'Istituto di educazione fisica della Farnesina a Roma, ma nel febbraio 1935 fu richiamare in servizio attivo per essere trasferito nel Regio corpo truppe coloniali d'Eritrea. Sbarcato a Massaua il 14 marzo, partecipò alla guerra d'Etiopia con il IV e il VI Battaglione eritreo e alle grandi operazioni di polizia coloniale al comando di una centuria della 2ª banda regolare "Uollega", prendendo parte volontariamente anche ad una rischiosa spedizione aerea a Lekemptì, nel cuore di una vasta regione non ancora occupata dalle truppe italiane. Rientrato in Italia nel giugno 1937, il 6 settembre successivo partiva volontario per combattere nella guerra di Spagna dove fu posto al comando di un plotone arditi del battaglione d'assalto "Folgore". Fu promosso tenente a scelta ordinaria con anzianità 1º luglio 1936. Cadde in combattimento a Monte Rey il 4 aprile 1938, e fu decorato con la medaglia d'oro al valor militare alla memoria.

### Fonti
1. ↑  Gruppo Medaglie d'Oro al Valore Militare 1965, p. 295.
2. 1 2 3 4 5 6 7  Combattenti Liberazione.
3. ↑   Medaglia d'oro al valor militare Washington Serafini, su quirinale.it, Quirinale. URL consultato l'11 febbraio 2023.
4. ↑  Registrato alla Corte dei conti lì 11 settembre 1939,  guerra registro n. 30, foglio 91.